# آرچی رو
آرچی رو (انگلیسی: Archie Roe; ۹ دسامبر ۱۸۹۳ – ۱۷ اکتبر ۱۹۴۷) بازیکن فوتبال اهل بریتانیا بود.
از باشگاه‌هایی که در آن بازی کرده‌است می‌توان به باشگاه فوتبال بیرمنگام سیتی، باشگاه فوتبال آرسنال، باشگاه فوتبال شفیلد ونزدی، باشگاه فوتبال ساوت شیلدز، باشگاه فوتبال گیلینگام، و باشگاه فوتبال لینکولن سیتی اشاره کرد.